# Paspalum clandestinum
Paspalum clandestinum är en gräsart som beskrevs av Jason Richard Swallen. Paspalum clandestinum ingår i släktet tvillinghirser, och familjen gräs. Inga underarter finns listade i Catalogue of Life.